# Massimo Scaglione (regista)
Massimo Scaglione (Acri, 27 novembre 1956) è un regista e sceneggiatore italiano.

## Biografia
Nato ad Acri, si trasferisce a Roma nel 1975. Nella capitale si diploma in scenografia all'Accademia di belle arti. Consegue un master universitario in regia cinematografica all'UCLA di Los Angeles. È stato allievo di Rodolfo Sonego. Di molti suoi lavori cura regia, soggetto, sceneggiatura e scenografia.
Debutta alla regia nel 1992 con Angeli a Sud, film che lo porterà alla candidatura ai David di Donatello 1992 come miglior regista esordiente; nel cast si ricordano Paco Reconti, Viviana Natale, Nathalie Caldonazzo, Ottavia Piccolo.
Tra il 1999 e il 2003 è stato responsabile per l'archivio audiovisivi dell'ufficio immagine e comunicazione del Comune di Roma.
Nel 2012 viene presentato il film La moglie del sarto con Maria Grazia Cucinotta, Marta Gastini, Alessio Vassallo e altri. Il film di Massimo Scaglione arriva nelle sale cinematografiche a partire dal 15 maggio 2014.
Nel 2013 Massimo Scaglione riceve il premio "Cittadino illustre"; si tratta di un'onorificenza data a personalità di risalto nell'ambito della cultura e dell'imprenditoria. La targa viene consegnata dalla Commissione cultura del comune di Cosenza.
Nel 2016 dirige il film Il mondo di mezzo con Matteo Branciamore, Laura Forgia, Tony Sperandeo, Nathalie Caldonazzo, Massimo Bonetti e altri; il film esce al cinema a partire dal 4 maggio 2017. Sempre nel 2017 vince, nella categoria cinema, il Premio culturale Dianora 2017.
Si occupa anche della direzione di Alarico il re di tutti-Cosenza 410 e Figli randagi con Laura Forgia.